# Зниклий безвісти

Прапор військових збройних сил США, які вважаються військовополоненими та зниклими безвісти (POW/MIA flag). На чорному прапорі силует людини, знизу напис — «Ти не забутий»

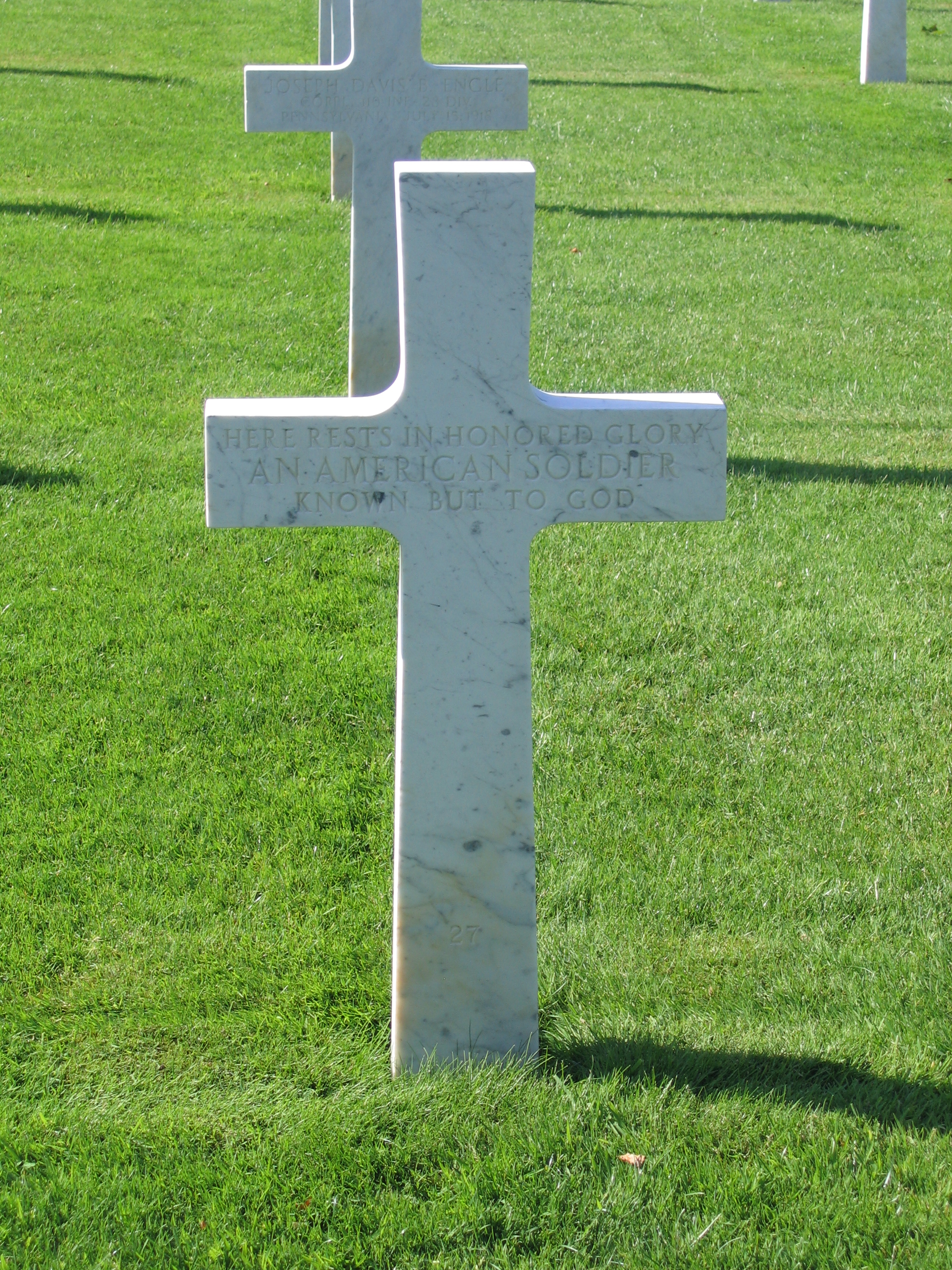
Могила Невідомого американського солдата. Американський військовий цвинтар біля містечка Фер-ан-Тарденуа, на якому поховані солдати, які загинули у 1917 році

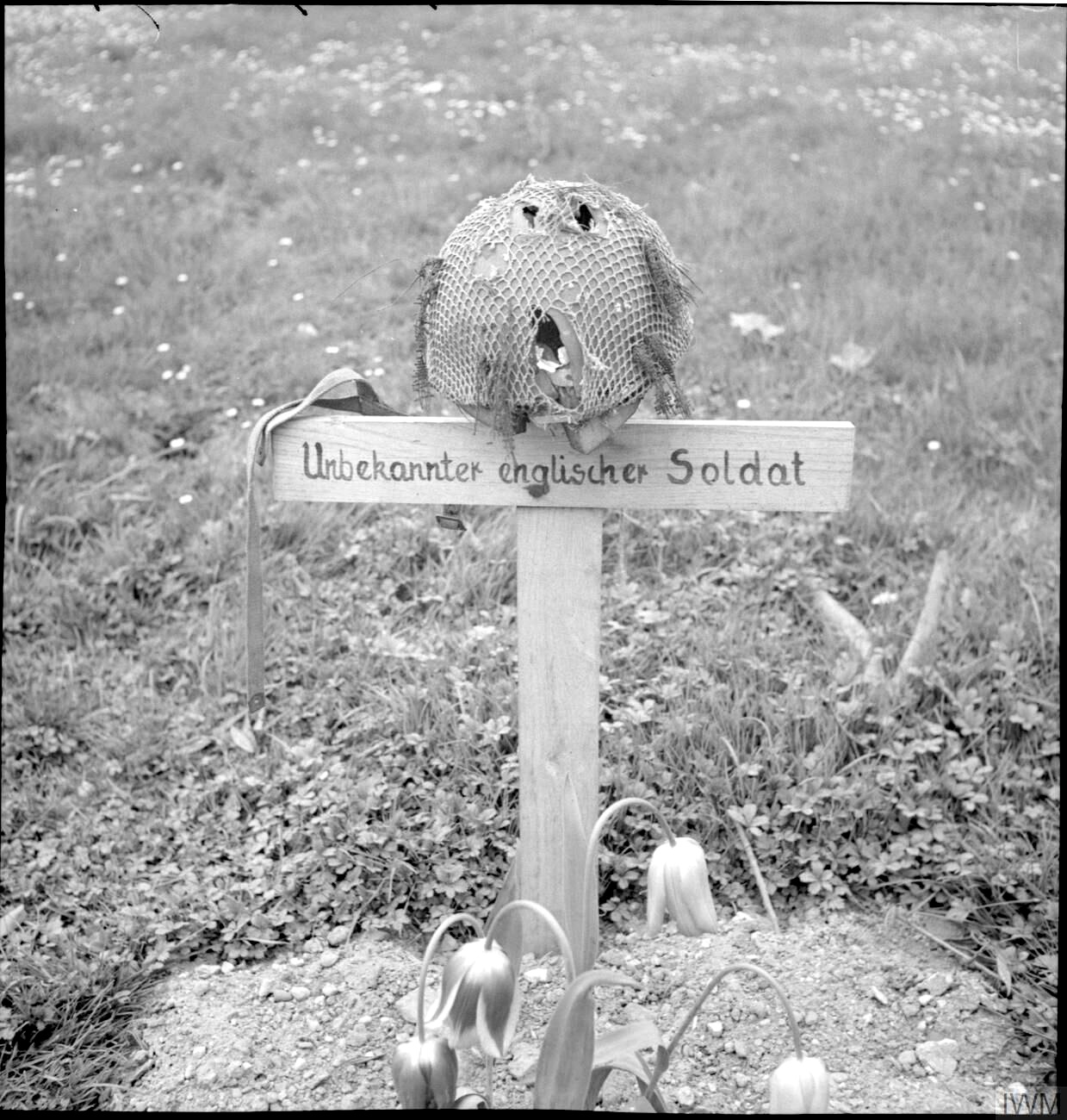
Могила Невідомого англійського десантника, який загинув під час Голландської повітряно-десантної операції. 1944

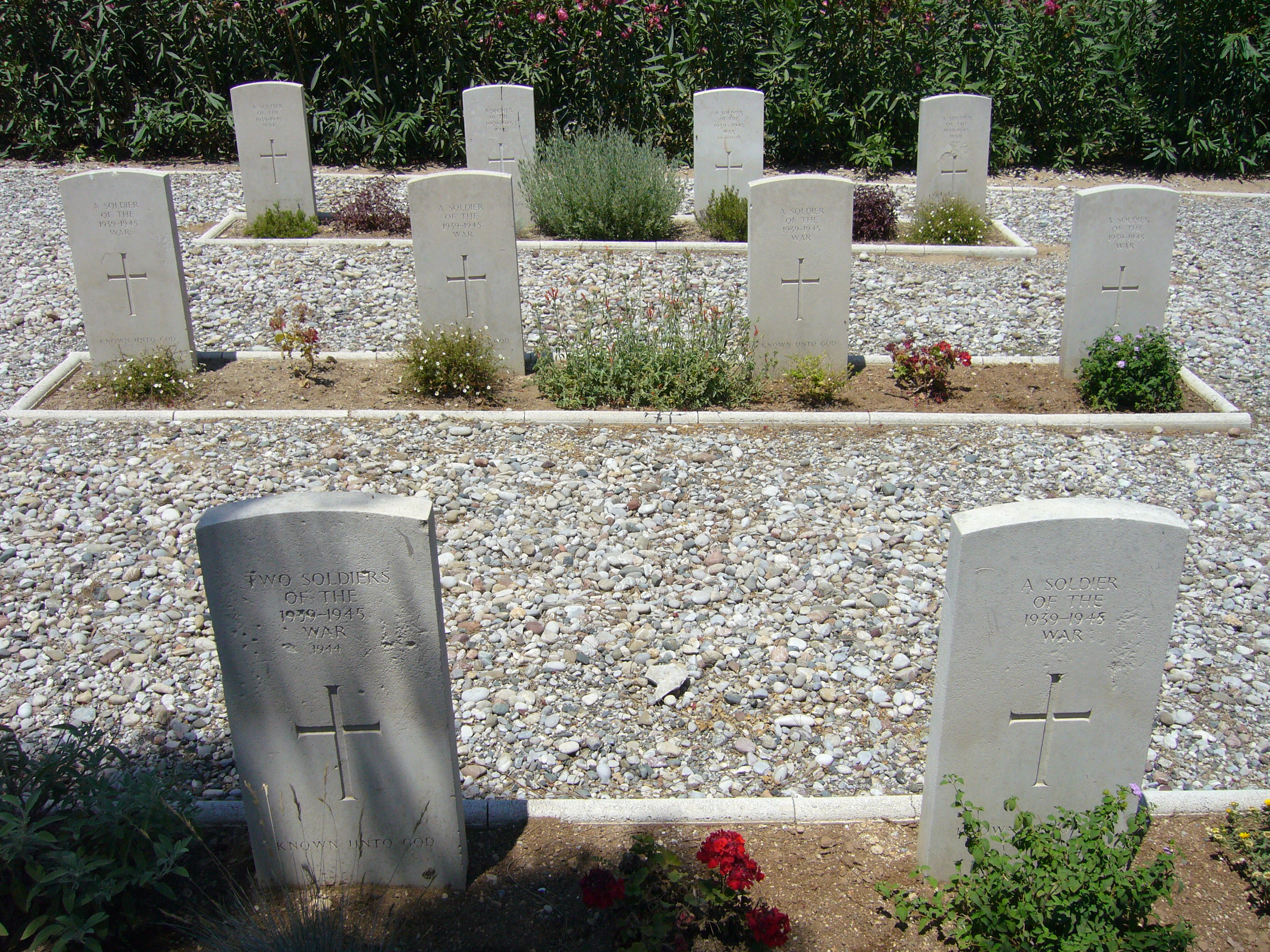
Братська могила 11 невідомих британських військових, загиблих за часів Другої світової війни. Родос

Зниклий безвісти (англ. missing in action) — у військовій справі — військова втрата, які належить до категорії військовослужбовців, котрі брали участь у військових діях й про яких тривалий час нічого не відомо. Військовослужбовець може загинути, померти від поранення або хвороби, бути сильно хворим, потрапити до полону або дезертувати. У випадку фізичної смерті людини ані її могила, ані рештки не можуть бути ідентифіковані з високим ступенем достовірності.

## Класифікація
Усталена класифікація категорій військових втрат (має поширення у Збройних силах країн-членів НАТО тощо):
- KIA — Killed In Action (загиблий у бою)
- DOW — Died of wounds (помер від ран)
- WIA — Wounded in action (поранений в бою)
- MIA — Missing in action (зниклий безвісти)
- POW — Prisoner Of War (військовополонений)

## Інші тлумачення
Зниклий безвісти (англ. missing in action) — у цивільному житті — людина, що зникла за нез'ясованих обставин, причин, місце перебування якої не встановлене.

## Винятки
- У Великій Британії знайшли живою та здоровою жінку, яка зникла безвісти 52 роки тому[1]

## В Україні
В Україні статус зниклих безвісти остаточно юридично встановлений у 2025 році.